# Max Heindel
Max Heindel (született: Carl Louis Fredrik Grasshoff; Aarhus, 1865. július 23. – Oceanside, 1919. január 6.) dán-amerikai okkultista, asztrológus és misztikus.

## Gyermekkora
A dániai Aarhusban született a német nemes von Grasshoff családba, akik kapcsolatban álltak Bismarck családjával. Apja, Francois L. von Grasshoff fiatalon emigrált Dániába, vélhetően a Porosz–osztrák–dán háború alatt, 1864-ben és a dán Anna Sorine Withent vette el feleségül. Ebből a frigyből két fiú született, akik közül az idősebb volt Carl Louis Fredrik Grasshoff (németesen von Grasshoff). Apja pékmester lett és korán, egy tragikus kimenetelű kazánrobbanás során hunyt el 1872-ben. Az elkövetkező évek nagyon szűkös anyagi helyzetet hoztak az özvegyasszony és két fia számára, de ez a relatív szegénység ugyanakkor lehetővé tette a gyermekek számára a tanulást és egy szerény, kisnemesi életvitelt engedett meg számukra. Rövidesen Frederiksbergbe, Koppenhága mellé költöztek. Itt házasodott megy az asszony újra és új férjétől, Fritz Nicolaj Povelsentől egy lánya született, Anna Emilie, akiből színésznő lett.
Carl 8-éves korában, saját szeleburdisága következtében, komolyan megsérült a bal sarkán (szilánkos törés), mely több mint egy évig ágyhoz kötötte. Ezután még hat hónapig csak mankóval állhatott lábra, majd még 10 évig speciális acélbandázsos lábbelit kellett hordania, de ezután is naponta kötözésre szoruló gennyedző seb maradt a lábán.

## Skócia
Carl még 18-éves kora előtt elhagyta családját és a skóciai Glasgowba hajózott, ahol hajógépészetet tanult és később a Cunard Line hajózási vállalatnál (az RMS Titanic mentésében részt vett RMS Carpathia, illetve a németek által elsüllyesztett RMS Lusitania tulajdonosa) fő-, illetve első gépész lett. Ennek kapcsán tehát óriási kereskedelmi gőzhajókon dolgozott Amerika és Európa között.
Már Skóciában, 1885. december 15-én vette el Catherine Dorothy Luetjens Wallace-t (1869-1905), akivel Liverpoolba költözött. Három lánya született itt, Wilhelmina Catherina Anna 1886. november 5-én, Louise Charlotte 1888. november 6-án és Nelly 1889. november 5-én, valamint egy fia, Frank 1891. január 15-én. Ez a házasság ugyanakkor nem bizonyult tartósnak és Carl és Cathy útjai hamarosan elváltak egymástól. A gyerekek koppenhágai nagyanyjukhoz kerültek, az asszony pedig egy bérleménybe költözött, majd 1905-ben elhunyt.

## Amerikai kezdetek
Pontosan nem ismert, mikor utazott ki Carl Amerikába, de feltételezhetően ez 1896-körül lehetett. Nevét már kint változtatta meg Max Heindelre. Először a Boston melletti Somerville-ben telepedett le és egy sörgyárban dolgozott gépészként. Itt összeházasodott egy Peterson nevű négygyermekes dán származású asszonnyal, de ez a házasság sem váltotta be Heindel hozzáfűzött reményeit és gyorsan véget ért. 1898-ban Heindel kiköltöztette a saját gyermekeit Boston mellé. Ismét hajókon kezdett el gépészként dolgozni, de a "Great Lake" nevű gőzös elsüllyedésének túlélése (ép bőrrel ki tudott úszni a partra) után felhagyott a hajózással és gépészeti szaktanácsadóként tevékenykedett tovább.
Még Glasgowban találkozott Florence Holbrook (1860-1932) egy versével ("A Prayer"), mely mély benyomást tett rá. Bostoni életszakaszában ismerkedett meg a szigorú erkölcsi szabályokat követő, de papság és szertartások nélküli kvéker mozgalommal, melynek tagja is lett.

## Ezoterikus tevékenysége

### Teozófia
1903-ban aztán Los Angelesbe költözött, új lehetőségeket keresve. Még ez év decemberében elment Charles W. Leadbeater vezető teozófus előadására a reinkarnációról, melynek során találkozott Augusta Foss-szal (1865-1949), későbbi feleségével, aki már néhány éve tagja volt a helyi Teozófiai Társulatnak. Még egy Leadbeater előadást hallgatott meg és elkezdte falni a teozófiai témájú könyveket Helena Blavatskytól és Annie Besanttól, valamint levelet írt az előadónak, hogy "tisztánlátó" szeretne lenni. Heindel csatlakozott a los angelesi teozófiai társulathoz, melynek 1904 és 1905 között alelnöke is volt. Augusta Foss segített neki munkát találni, továbbá inspirálta spirituális keresésében. Heindel az olvasottak-hallottak hatására vegetáriánus lett és Augusta jelentősen hozzájárult az asztrológia iránti érdeklődésének kialakulásában, melyben az emberi lélek belső természetének megismerési eszközét látta.
Heindel társasági tagsága mintegy 3 évig tartott és amellett, hogy igen aktív volt, egyre frusztráltabb lett a teozófia nyilvánossággal kapcsolatos álláspontja miatt. 1905-ben komoly szívpanaszai kezdődtek a túlhajszoltsága miatt, mely több hónapra a kétségbeesés szélre sodorta. A halál közelében – állítása szerint tudatos testen kívüli élményei eredményeképpen – értékelte át élete tényleges feladatát és felépülése után kilépett a társaságból és önálló előadás-sorozatba kezdett Amerika több nagyvárosában. San Franciscoban kezdett, de Seattlebe érve ismét kórházba került. Ez azonban éppen, hogy nem szegte kedvét, hanem új erőt adott neki.

### Kapcsolat Steinerrel
Dr. Rudolf Steinerrel Dr. Alma von Brandis gerincspecialista orvos ismertette meg. Von Brandis doktor Steiner nyugati és keresztény ezoterikus tanításait részesítette előnyben és Amerikába emigrálása után az akkor már Steiner által antropozófiaként tanított elveket kívánta Amerikában is elterjeszteni. Alma Európában – még teozófus időszakában – részt vett Dr. Steiner számos előadásán és elmesélte Heindelnek, hogy a Doktor azt állítja magáról, hogy rózsakeresztes beavatást kapott. Több sikertelen próbálkozás után végül rávette Heindelt, hogy utazzanak együtt Németországba és lépjenek kapcsolatba Dr. Steinerrel.
1907 őszén, sikeres előadás-sorozatát megszakítva, Alma von Brandis-szal Berlinbe utazott. Az 1907 végén és 1908 folyamán meghallgatott különféle Steiner-előadások és több személyes találkozásuk őszinte csodálatot ébresztettek Heindelben Steiner iránt. 1909-ben megjelent főművét, a "The Rosicrucian Cosmo-Conception"-t – annak legelső kiadását – Rudolf Steinernek ajánlotta, mely ajánlásban meleg szavakkal méltatta Dr. Steinert és "nagyrabecsült tanítójának és értékes barátjának" nevezte őt. E méltatás már a maga korában félreértésekre adott okot mind Steiner, mind Heindel tanításainak követői körében, azért az 1910-ben megjelent második kiadásból Heindel kivett minden utalást Steinerre és a teozófiára vonatkozóan.
Ezzel együtt is máig él sokakban az a vélemény, hogy Max Heindel lényegében a teozófiától, illetve Rudolf Steiner legbelsőbb tanításaiból plagizált, azokat leegyszerűsítette és könyv formájában kiadta. Maga Steiner többször is elítélően nyilatkozott a könyv kiadásáról, így az 1913. október 6-án Osloban, az "Ötödik Evangélium" címmel tartott előadásában (GA 148), illetve 1917. június 10-én Lipcsében, a könyv német nyelvű kiadását követően.

„Ez a Grashof úr meghallgatott minden előadást, amit csak tudott, kikölcsönözte az összes jegyzetet is, amiket a tagok készítettek és mindent leírt. Amit nem akartak neki odaadni, azt az őt beajánló és bizalmat élvező személyiség közvetítésével kényszerítette ki magának. Azután bizonyos idő múlva ismét visszatért Amerikába, ahonnét jött, és - egy szép könyvet írt. Ebben a könyvben összeállította mindazt, amit az iratokban talált és azt is, amit a kiadatlan előadásokból összeírt. Ezt azonban nem mondta el. A könyvhöz előszót írt, amelyben kifejtette: Dr. Steinertől ezt meg ezt hallottam, éreztem azonban, hogy még nem vagyok készen. Ekkor azt a feladatot kaptam, hogy egy "mesterhez" forduljak (magától értetődően egy az erdélyi havasokbeli "mesterhez") és az a "mester" azután a mélyebbet, ami még hiányzott, elmondta nekem. - Az a "mélye", az a "magas" tehát ettől a "mestertől" származik ... Ahogy mondtam azonban, ebben a könyvben minden az előadásaimból és könyveimből és más tagok jegyzeteiből van véve és megírva.”

– Rudolf Steiner, Lipcsei előadás, 1917. június 10.

Alma von Brandis-szal még 1908 őszén szétváltak útjaik, aki hű maradt Steinerhez annak teozófiából való kilépése után is. Heindel később már úgy fogalmazott, hogy "amit Steiner csinál, az nem megfelelő Amerikának, ahol gyakorlatias és lineáris gondolkodás az uralkodó," továbbá hogy "nem találta meg azt, amit keresett, a szélesebb tömegek által befogadható nyugati irányultságú spiritualitást." Azt kommunikálta, hogy ez a tanító csak megerősítette őt abban, amit más forrásokból már tudott és hogy nem tudja segíteni őt spirituális fejlődésében, továbbá hogy a hasonlóságok oka az, hogy ő ugyanattól a mestertől kapta tudását, mint Steiner.

### Idősebb Testvér
Max Heindel azt állította magáról, hogy még 1908 tavaszán, Németországban találkozott az őt mélyebb tanításokba beavató Idősebb Testvérrel, aki a Rózsakeresztes Rend adeptusa volt és aki próbának vetette alá, melynek során Németország keleti részébe kellett utaznia. A látogató nem fizikai-, hanem "élettestben" (más szóval: "étertestben") jelent meg számára fél éven keresztül és – állítása szerint – minden tudást megadott számára a szellemi világokról és az azokban való tisztánlátásról. Főműve alapgondolatai is ettől az "Idősebb Testvértől" származnak, saját bevallása szerint.

### Rózsakeresztes Közösség

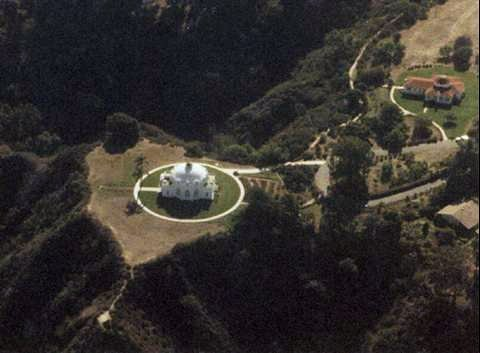
A Rosicrucian Fellowship központja

1909-ben tért vissza Amerikába és elkezdte könyvének összeállítását és megalapította a The Rosicrucian Fellowship ("Rózsakeresztes Közösség") nevű szervezetét, mely folyamat 1911-ig tartott. 1910-ben feleségül vette eddigi segítőjét, Augusta Fosst. Először levelező formában és előadások révén terjesztette tanait, rosszabbodó szívproblémái ellenére. Több kötetnyi további írása jelent meg, melyeket több nyelvre lefordítottak. A kaliforniai Oceanside-ban, egy lapos tetejű fennsíkon, a "Mount Ecclesia"-n rendezték be a szervezet központját, majd véglegesen is odaköltöztek. Kéthavonta megjelenő magazint adtak ki 1913-tól "Rays from the Rose Cross" ("A Rózsakereszt Sugarai") címmel és beindították spirituális gyógyító szolgálatukat, a "Fellowship's Spiritual Healing"-et. Úgy tartják, hogy a "Rózsakereszt Idősebb Testvérei" folyamatosan segítik őket gyógyító szolgálatukban és hogy beteljesíthessék küldetésüket, azaz "a keresztény vallást az ország élő alkotóelemévé tenni".

## Halála
Max Heindel Oceanside-ban, 1919. január 6-án, délután 4 óra körül hunyt el felesége karjaiban. Mosolyogva hangzott el utolsó mondata: "Jól vagyok, kedves ...".

## Könyvei

### Magyarul
- Max Heindel. A rózsakeresztesek világnézete – A jövő ezoterikus kereszténysége (magyar nyelven). Debrecen: Gigg-Art [1909] (2013). ISBN 978-963-89785-0-9, ontológia
- Max Heindel. A karácsony misztikus értelmezése, ford. Kozma Mihály, Onga: Hermit (2016). ISBN 978-615-53425-4-7, tanulmány
- Max Heindel, Augusta Foss Heindel. Asztrológiai diagnózis – A gyógyítás kalauza, ford. Szabó Ágota, Onga: Hermit (2013). ISBN 978-615-53420-0-4, tanulmány a gyógyító asztrológiáról és diagnózisról a horoszkóp és a kéz alapján

### Angolul
A teljesség igénye nélkül, néhány jellemző, illetve alapvető műve:
- Max Heindel. The Rosicrucian mysteries – an elementary exposition of their secret teachings (angol nyelven). Oceanside, Kalifornia: The Rosicrucian Fellowship [1911] (2012). ISBN 0-911274-86-3 PDF
- Max Heindel. The Rosicrucian Christianity Lectures (angol nyelven). Oceanside, Kalifornia: The Rosicrucian Fellowship (2012). ISBN 0-911274-84-7 PDF
- Max Heindel. Ancient and Modern Initiation (angol nyelven). Oceanside, Kalifornia: The Rosicrucian Fellowship (2011). ISBN 978-0-911274-82-0 PDF
- Max Heindel. How Shall We Know Christ at His Coming? (angol nyelven). Oceanside, Kalifornia: The Rosicrucian Fellowship [1914] (2000). ISBN 0-911274-64-2 PDF
- Max Heindel. Simplified Scientific Astrology (angol nyelven). Oceanside, Kalifornia: The Rosicrucian Fellowship [1919] PDF

### Könyvek
- ↑ Birth: Mrs. Max Heindel. Birth of the Rosicrucian Fellowship – The History of its Inception (angol nyelven). The Rosicrucian Fellowship (2012)
- ↑ Westenberg: Ger Westenberg. Max Heindel and The Rosicrucian Fellowship (angol nyelven). Rosicrucian Fellowship MMX U.A. [2010] (2014). ISBN 90-73736-33-1
- ↑ Alexandre: David Alexandre. Heindel-Steiner Connection (angol nyelven). Fraternidade Rosacruz
- ↑ Barnes: Henry Barnes. Into the Heart's Land – A Century of Rudolf Steiner's Work in North America (angol nyelven). SteinerBooks (2005). ISBN 978-1621480341
- ↑ Biczó: Rudolf Steiner. Christian Rosenkreutz Kémiai Menyegzője. A Rózsakeresztes kereszténység, szerkesztette és fordította: Biczó Iván (magyar nyelven). ISBN 963 450 580 5

### Internet
1. 1 2 3 4 5 6 7 8 9  Max Heindel - A Short Biography (angol nyelven). rosicrucianzine.tripod.com . (Hozzáférés: 2019. május 11.)
2. ↑  Asztrálprojekciók révén. Lényegét lásd itt: http://www.spiritiszta.hu/cikkek/gyakorlatok/asztralprojekcio.html

## Fordítás
- Ez a szócikk részben vagy egészben  a   Max Heindel című angol Wikipédia-szócikk fordításán alapul.  Az eredeti cikk szerkesztőit annak laptörténete sorolja fel. Ez a jelzés csupán a megfogalmazás eredetét és a szerzői jogokat jelzi, nem szolgál a cikkben szereplő információk forrásmegjelöléseként.